# Ngựa giống tiêu chuẩn

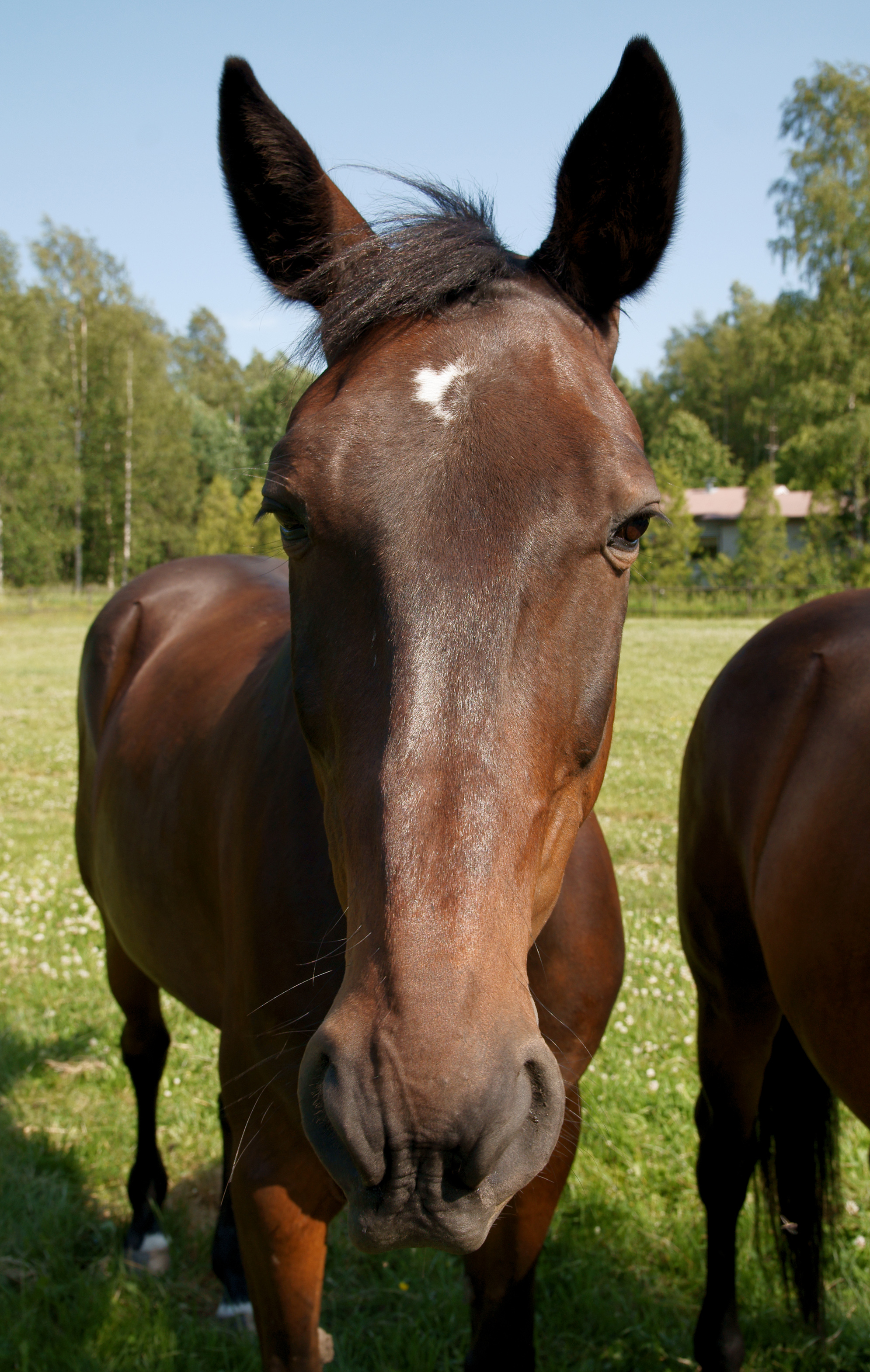
Một con ngựa giống tiêu chuẩn

Ngựa giống tiêu chuẩn (Standardbred) là một giống ngựa tốt nhất, nổi tiếng với khả năng của mình trong các cuộc đua tốc độ hay những cuộc đua nước kiệu. Chúng được phát triển ở Bắc Mỹ, giống ngựa này có thể theo dòng dõi, dòng máu của mình từ thế kỷ 18 ở Anh.
Các giống này được công nhận rộng rãi trên toàn thế giới. Chúng có cơ thể rắn chắc, được lai tạo với cấu trúc tốt, với khuynh hướng tốt. Ngoài ra để khai thác đường đua, các con Standardbred được sử dụng cho một loạt các hoạt động đua ngựa đặc biệt là ở miền Trung Tây và miền Đông Hoa Kỳ, và Nam Ontario.

## Lịch sử
Trong thế kỷ 17, các cuộc đua chạy nước kiệu đầu tiên được tổ chức tại châu Mỹ, thường là trong các lĩnh vực trên ngựa dưới yên xe. Tuy nhiên, do giữa thế kỷ 18, cuộc đua chạy nước kiệu được tổ chức vào khóa chính thức, với những con ngựa. Giống đó đã góp phần là cơ sở để loài Standardbred bao gồm các dòng Narragansett Pacer, Canada Pacer, Ngựa Thuần Chủng (Thoroughbred), Norfolk Trotter, Hackney, và ngựa Morgan.
Các dòng máu nền tảng của các dấu vết để Standardbred từ một Thoroughbred ở Anh vào năm 1780 có tên là Sứ giả (Messenger). Nó là một con ngựa màu xám nhập khẩu vào Hoa Kỳ vào năm 1788. Ông William Rysdyk, một tay chủ trang trại từ bang New York, người đã chạy thành công như là một con lừa con ba tuổi so với con ngựa khác. Con ngựa đã đi vào để làm con đực giống 1.331 con. Một con đực giống có ảnh hưởng là Thoroughbred DIOMED, sinh năm 1777. Khi các môn thể thao bắt đầu trở nên phổ biến, nhân giống chọn lọc hơn đã được thực hiện để sản xuất khai thác ngựa nước kiệu nhanh hơn.
Việc đăng ký giống Standardbred được thành lập tại Hoa Kỳ trong năm 1879 bởi Hiệp hội quốc gia của chạy nước kiệu ngựa Breeders. Tên nảy sinh do sự "chuẩn" cần giống, để có thể phi nước kiệu hay tốc độ của một dặm trong vòng một thời gian nhất định giới hạn. Mỗi Standardbred có để có thể di chuyển một dặm trong vòng chưa đầy hai phút và 30 giây. Nhìn chung đây là yêu cầu cao về tốc độ.
Ngày nay, nhiều con Standardbreds là nhanh hơn so với tiêu chuẩn ban đầu này, chúng ăn đứt các chỉ tiêu và tiêu chí người ta đặt ra đối với tổ tiên của nó với một số nhịp những dặm trong vòng 1 phút, 50 giây, và chạy lúp xúp chỉ một vài giây chậm hơn. Dòng máu hơi khác nhau được tìm thấy trong những con ngựa chạy lúp xúp hơn mặc dù cả hai có thể truy nguyên nguồn gốc của mình trở lại Hambletonian 10.

## Đặc điểm

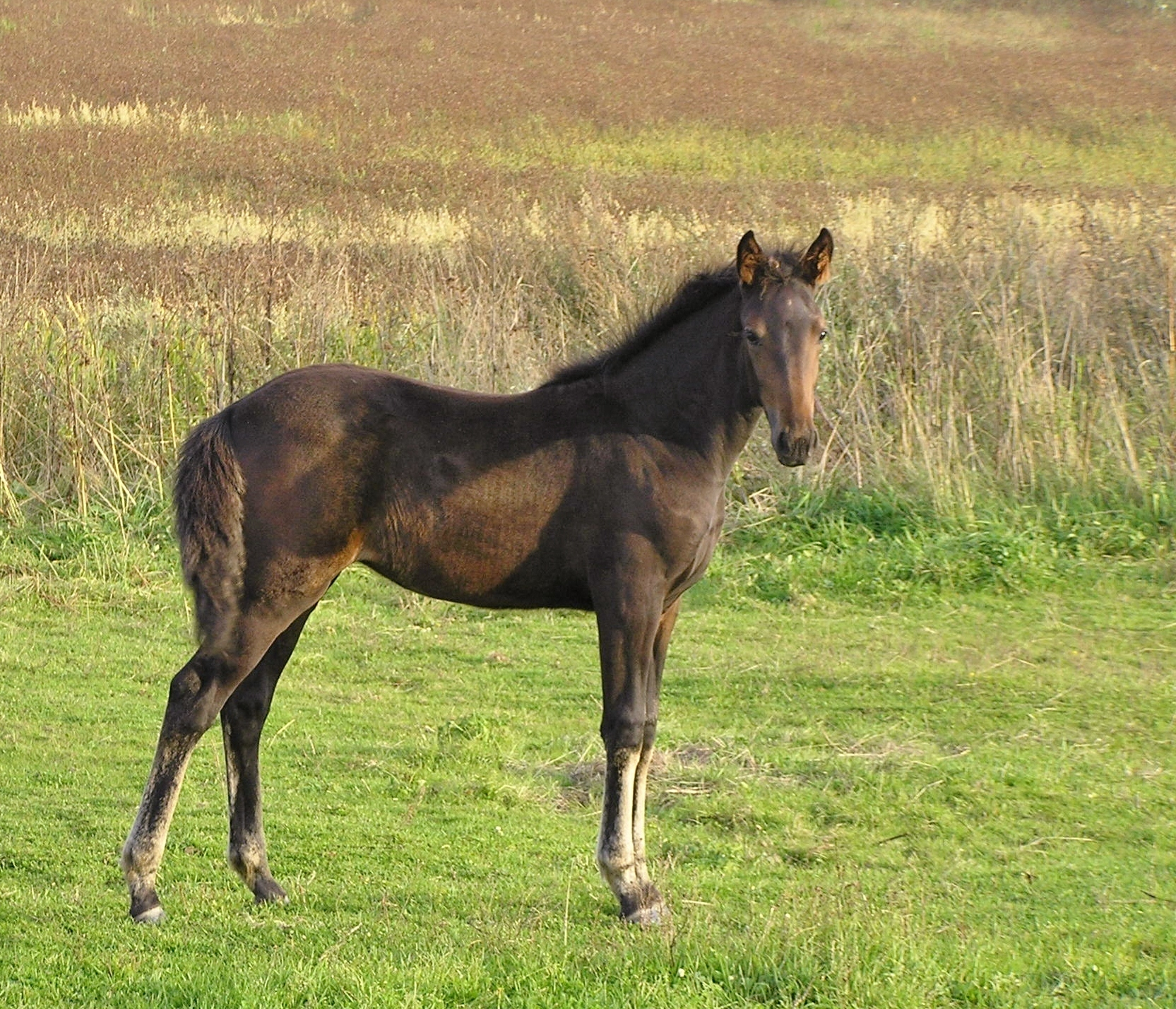
Một con ngựa giống tiêu chuẩn

Các Standardbred có cấu trục cơ thể nặng nề hơn Thoroughbred, nhưng vẫn thể hiện chất lượng và tinh tế
Standardbreds có xu hướng cơ bắp săn chắc hơn Thoroughbred. Chúng cũng có nhiều khuynh hướng điềm tĩnh,Standardbreds được coi là kẻ định hướng, ngựa dễ tàu. Nó nói chung là một chút nặng nề trong cấu trúc hơn Thoroughbreds, nhưng có tinh chế, chân vững chắc và vai mạnh mẽ và thân sau. Standardbreds có một phạm vi rộng về chiều cao 56-68 inches (142–173 cm), mặc dù hầu hết là từ 60 và 64 inch (152 và 163 cm).
Màu của chúng thường xuyên nhất là vịnh, "nâu" hoặc đen, mặc dù màu sắc khác như hạt dẻ được nhìn thấy. Màu xám và có lang cũng được tìm thấy. Các Standardbred thường nặng từ 800 đến 1.000 bảng Anh (360 và 450 kg) đầu rất tinh tế và thẳng với trán rộng, lỗ mũi lớn, và miệng cạn. Cơ thể Standardbred điển hình là dài, với vai được xác định rõ, với vai mạnh mẽ và cơ bắp dài và nặng nề, giúp với những bước sải dài. Cổ của Standardbred là cơ bắp và cần được hơi cong, với chiều dài trung bình đến dài. Chân săn chắc và vững chắc, với móng nói chung là cứng cáp và lâu bền.
Standardbreds cá thể có xu hướng hoặc chạy nước kiệu hay tốc độ, những con ngựa 'chân di chuyển trong cặp chéo; khi chân trước phải di chuyển về phía trước, thì chân sau bên trái, và ngược lại. Tốc độ là một dáng đi bên hai. Chạy nước kiệu và nhịp độ khả năng của giống này được liên kết với một đột biến đơn điểm trong gen DMRT3, mà được thể hiện trong các phân khu I6 của tế bào thần kinh tủy sống; Khu vực này có trách nhiệm phối hợp các động tác tay chân mạng vận động kiểm soát. Các điểm đột biến gây ra chấm dứt sớm của gen bằng cách mã hóa cho một lệnh ngừng codon, làm thay đổi chức năng của các yếu tố phiên mã này.

## Sử dụng
Standardbreds được biết đến với khả năng của chúng trong các cuộc đua khai thác, là những con ngựa chạy nước kiệu nhanh nhất trên thế giới. Bởi vì tốc độ của chúng, Standardbreds thường được sử dụng để nâng cấp các giống khác của tay đua khai thác trên toàn thế giới, chẳng hạn như các ngựa nước kiệu Orlov và ngựa nước kiệu Pháp. Ở Úc, Canada, New Zealand, Anh Quốc và Hoa Kỳ, cuộc đua được tổ chức cho cả con ngựa chạy lúp xúp Trong lục địa châu Âu, tất cả các cuộc đua khai thác được thực hiện giữa những con chạy lúp xúp.

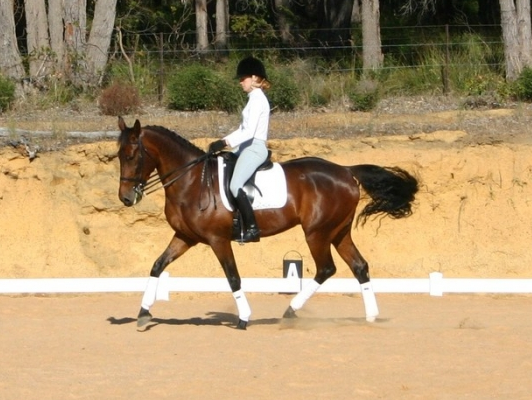
Cưỡi ngựa giống tiêu chuẩn

Standardbreds cũng được sử dụng trong các chương trình và con ngựa giải trí. Chúng cũng rất phổ biến như ngựa nhẹ cho người Amish, người tránh xe cơ giới. Nhiều Standardbreds về hưu tìm một nghề nghiệp thứ hai ra theo dõi với sự giúp đỡ của các tổ chức như Tổ chức Du Standardbred Horse. Loài ngựa này là khá tốt về khoản nhảy, làm cho chúng phù hợp cho các môn thể thao ngựa, show nhảy, show thợ săn. Loài này cũng được nhìn thấy trong dressage, và tính khí tuyệt vời của chúng làm cho chúng cưỡi đi trên đường mòn và trang trại ngựa tốt.
Ngoài ra, do các yếu tố di truyền của giống này, chúng cũng có thể được khuyến khích và được đào tạo để thực hiện gaits ambling, đáng chú ý là tốc độ bước. Số Standardbreds đang tăng đều ở Hoa Kỳ, với một số trang trại stud dành riêng cho sinh sản cá thể với đặc điểm này. Standardbreds cũng được phổ biến tại Úc như ngựa chạy đua bền bỉ, từ 20 km cưỡi đến 40 km khi cưỡi, đến các ride độ bền 80 km.
Chúng được biết đến cho xương chắc khỏe và dày đặc của chúng, cấu tạo phù hợp và khả năng duy trì tốc độ chạy nước kiệu cao trong thời gian dài của thời gian thoải mái. Các tính khí loại và quản lý của giống ngựa này còn góp phần phổ biến của nó. Những tính năng này đặc biệt hấp dẫn đối với tay đua người không muốn để có thể cạnh tranh với những con ngựa Ả rập trong mục đích lai tạo, mà thường khó khăn hơn và cạnh tranh để đi xe.